# Stachys virgata
Stachys virgata là một loài thực vật có hoa trong họ Hoa môi. Loài này được Bory & Chaub. miêu tả khoa học đầu tiên năm 1832.